# Jilská
Jilská ulice na Starém Městě v Praze spojuje křižovatku ulic Na Perštýně, Husova a Skořepka s ulicemi Jalovcová, Karlova a Hlavsova. Nazvána byla podle kostela svatého Jiljí, o kterém je první písemná zmínka z roku 1238.

## Historie a názvy
Podstatnou část ulice tvoří zdi dominikánského kláštera a kostela svatého Jiljí, které byly postaveny ve 13. století. V té době měla ulice název "Za svatým Jiljím", který v 17. století zjednodušili na "Jilská". Část ulice u jižní strany kostela se do roku 1870 nazývala "Svatojilské náměstí".

## Budovy, firmy a instituce
- Dům U Sladkých – Jilská 1, Husova 2 a 4, Na Perštýně 18[2]
- Dům U Mladých Goliášů (též U Bechyňů nebo Bechyňovský) – Jilská 2 a Skořepka 1[3]
- Dům U Vocílků – Jilská 3, Husova 4 a 6[4]
- Dominikánský klášter s kostelem svatého Jiljí – Jilská 5 a 7, Husova 8, Jalovcová 2[5]
- Dům U Kočků – Jalovcová 5, Jilská 9, Karlova 44[6]
- Dům U Vejvodů – Jilská 4 a Vejvodova 2[7]
- Míčovna (Praha, Staré Město) – Jilská 6, Vejvodova 1[8]
- Dům U Bílé svíce – Jilská 8[9]
- Sedlecký dům – Jilská 10[10]
- Dům U Zlaté abecedy – Jilská 12[11]
- Dům U Prstenu – Jilská 14[12]
- Vratislavský dům – Jilská 16[13]
- Dům U Železných dveří – Jilská 18[14]
- Dům U Tří bažantů – Jilská 20[15]
- Dům U Červeného orla – Jilská 22 a Michalská 23[16]
- Dům U Velryby – Jilská 24[17]